# برادي وايزمان
برادي وايزمان (بالإنجليزية: Brady Wiseman)‏ هو سياسي أمريكي، ولد في 23 أبريل 1957 في أماريلو في الولايات المتحدة. حزبياً، نشط في الحزب الديمقراطي. وقد انتخب عضو مجلس نواب مونتانا.